# Agilolf von Köln

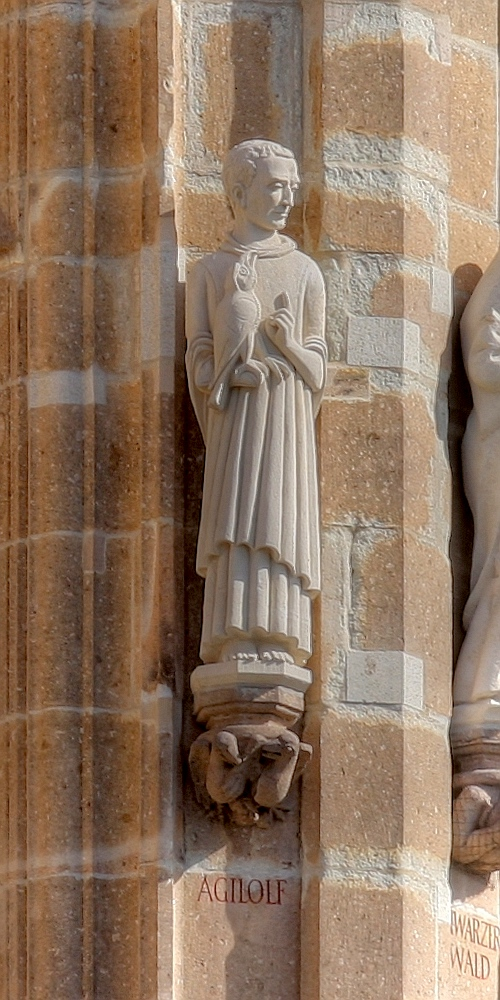
Statue Agilolfs, Rathausturm Köln

Agilolf von Köln war von 745 bis etwa 752 Bischof von Köln.

## Leben
Traditionen des 11. Jahrhunderts sehen Agilolf als Abt von Stablo-Malmedy, bevor er Bischof von Köln wurde. Seine Berufung in das Amt des Bischofs von Köln erfolgte um das Jahr 745 auf Wunsch der fränkischen Reichsaristokratie. Agilolf war ein Vertreter der Reformbewegung um den heiligen Bonifatius. Seine Teilnahme an der letzten Synode des Bonifatius ist durch einen Brief Papst Zacharias’ vom 1. Mai 748 belegt. Sein Todesjahr ist möglicherweise 752.

## Verehrung
Agilolf wird heute als Heiliger verehrt. Der ihm zugeordnete Gedenktag ist der 9. Juli; an diesem Tag wurden seine vermeintlichen Gebeine im Jahre 1092 nach Köln überführt. In späteren Überlieferungen wird Agilolf oft mit einem von Räubern erschlagenen Mönch aus Malmedy gleichgesetzt; nach heutigem Stand des Wissen handelt es sich hierbei um eine Verwechslung. Die Gebeine dieses erschlagenen Mönches ließ der spätere Kölner Erzbischof Anno II. nach Köln überführen.
Nach ihm wurde eine Straße im Stadtteil Köln-Neustadt-Süd benannt.

## Agilolf-Altar und Schrein

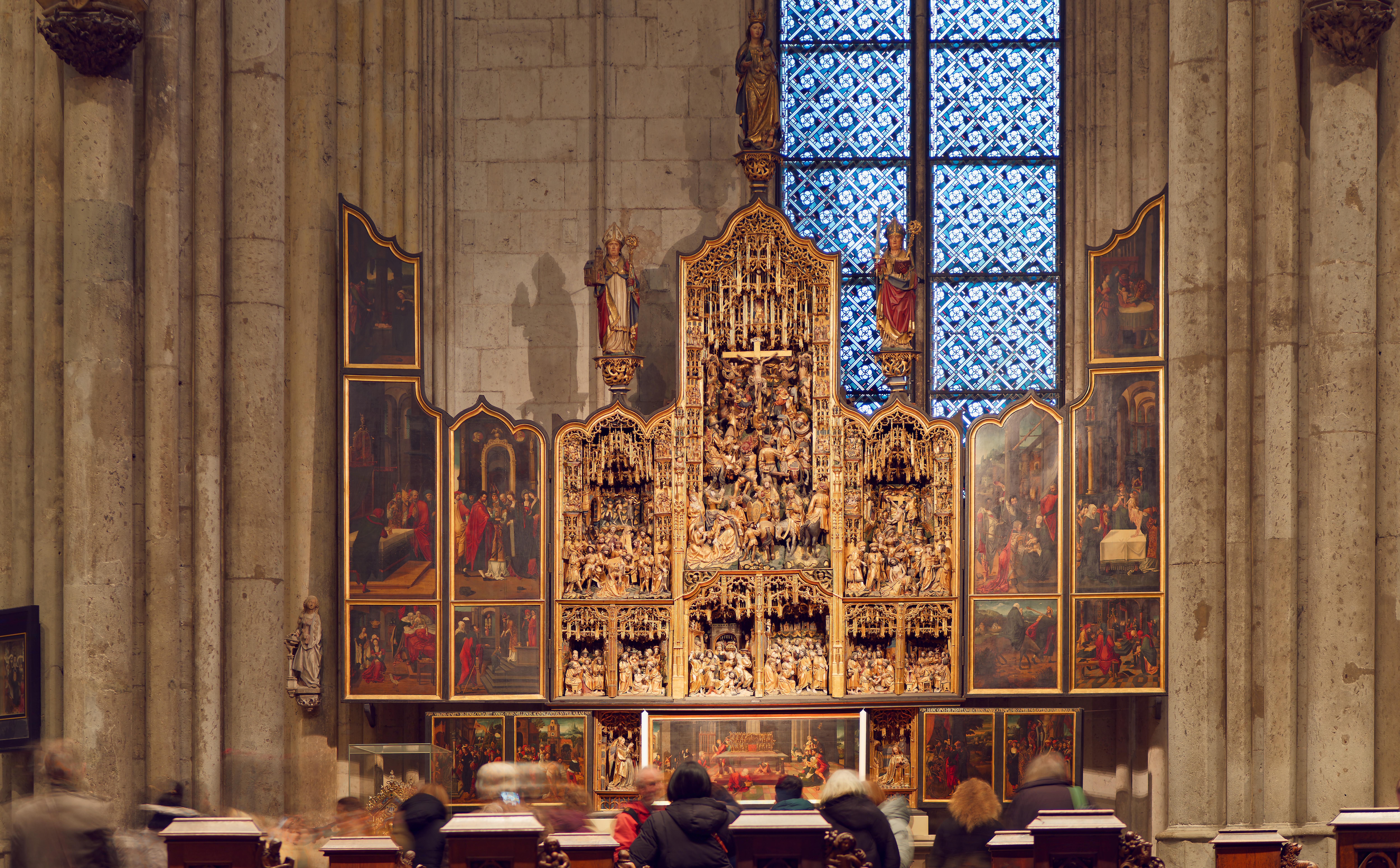
Agilolf-Altar im südlichen Querhaus

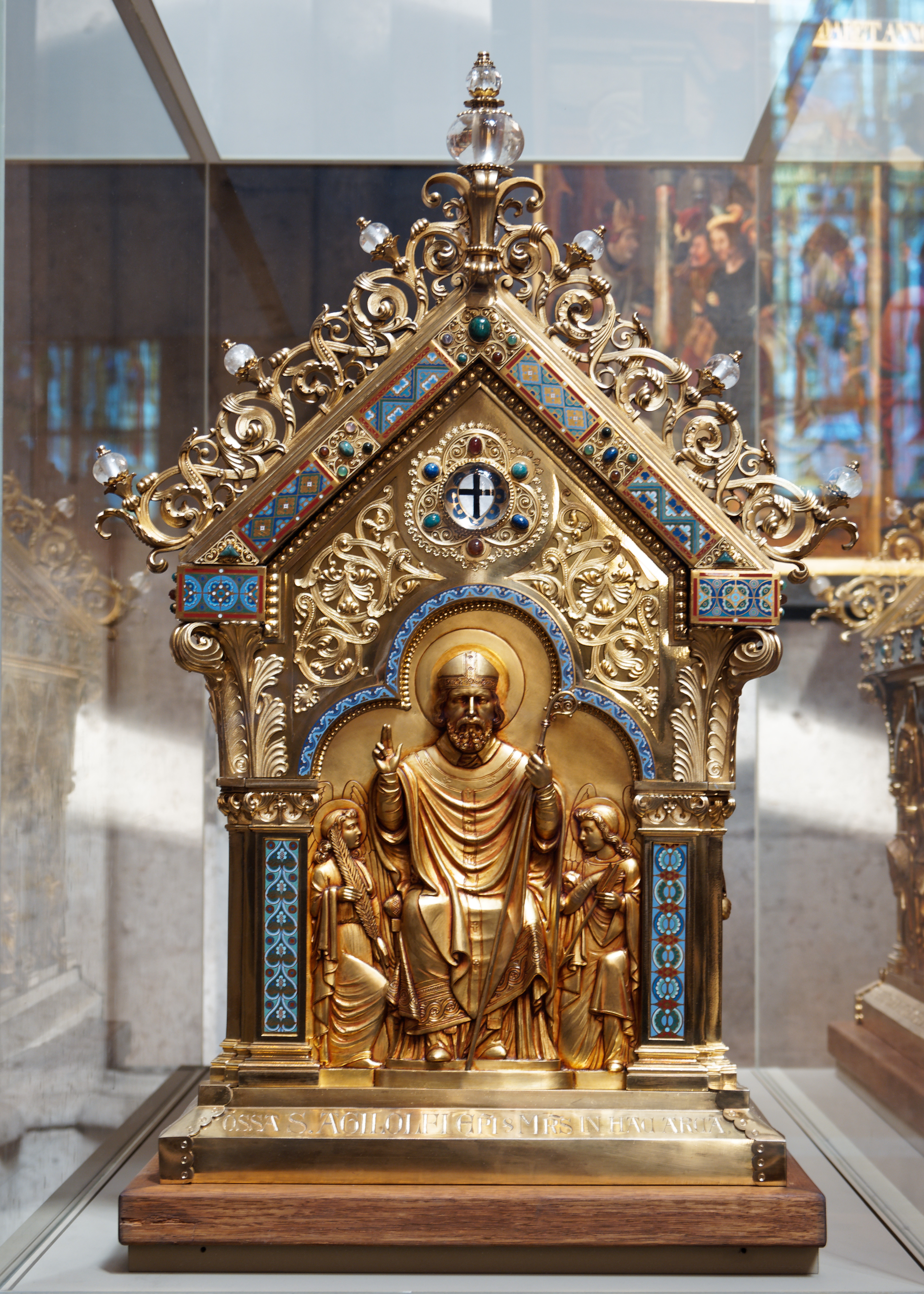
Der links neben dem Altar aufgestellte Schrein des Agilolf

Der 5,50 m hohe und fast 7 m breite Schnitzaltar ist um 1520 in Antwerpen entstanden und gilt nach der Dombaumeisterin Barbara Schock-Werner wegen seines außerordentlichen Figurenreichtums und der fantasievollen Kostüme als einer der bedeutendsten und größten seiner Zeit. Er stand ursprünglich in der Kirche Mariengraden neben dem Dom und gelangte nach deren Abriss 1817 in den Dom.

## Turmfigur
Eine Figur des Kölner Ratsturmes stellt Agilolf mit einem Falken in der Hand dar. Einer Sage nach bezweifelte ein Ritter nach Agilofs Tod dessen Heiligkeit. Dieser sei so wenig ein Heiliger wie sein Jagdfalke singen könne. Daraufhin fing der Falke an zu singen und Agilolfs Heiligkeit galt damit als erwiesen. Die von Elisabeth Baumeister-Bühler gefertigte Figur ist im vierten Obergeschoss auf der Südseite des Rathausturmes zu finden.